# فرقة العدالة المظلمة (فلم)
فرقة العدالة المظلمة (فيلم) (بالإنجليزية: Justice League Dark) هو فيلم رسوم متحركة وحركة وابطال خارقين أمريكي أصدر في يناير من عام 2017 من إخراج جاي أوليفا ومن بطولة كل من مات ريان وجايسون أومارا وكاميلا لودينجتون ونيكولاس تورتورو وراي تشيس، تم إصدار تكملة للفيلم في مايو من عام 2020.